# Gerichtsbezirk Bezau
Der Gerichtsbezirk Bezau ist der örtliche Zuständigkeitsbereich des Bezirksgerichts Bezau im österreichischen Bundesland Vorarlberg. 
Der Sitz des Bezirksgerichts befindet sich im Hauptort der Region Bregenzerwald, der Marktgemeinde Bezau. Somit ist der Gerichtsbezirk Bezau einer von zwei Gerichtsbezirken im politischen Bezirk Bregenz und einer von fünf Gerichtsbezirken im Bundesland Vorarlberg. Als übergeordnetes Gericht fungiert das Landesgericht Feldkirch.
Die Zuteilung der Gerichtssprengel in Vorarlberg erfolgte mit der Verordnung der Bundesregierung vom 19. Jänner 1971 über die Sprengel der in Vorarlberg gelegenen Bezirksgerichte im BGBl. Nr. 33/1971. Der Gerichtsbezirk Bezau wurde darin in § 1 festgelegt.

## Gerichtssprengel
Der Gerichtsbezirk erstreckt sich auf fast alle Gemeinden der Region Bregenzerwald mit Ausnahme der zum Gerichtsbezirk Bregenz gehörenden Gemeinden Alberschwende, Doren, Riefensberg und Sulzberg. Zudem gehört auch die Gemeinde Mittelberg im Kleinwalsertal zum Gerichtsbezirk Bezau.
1. Andelsbuch
2. Au
3. Bezau
4. Bizau
5. Damüls
6. Egg
7. Hittisau
8. Krumbach
9. Langenegg
10. Lingenau
11. Mellau
12. Mittelberg
13. Reuthe
14. Schnepfau
15. Schoppernau
16. Schröcken
17. Schwarzenberg
18. Sibratsgfäll
19. Warth